# Liomys pictus
Espèce
Statut de conservation UICN

 LC  : Préoccupation mineure
Liomys pictus est une espèce de Rongeurs de la famille des Heteromyidae qui regroupe les souris kangourou d'Amérique. Ce petit mammifère fait partie des Souris épineuses à poches, c'est-à-dire à larges abajoues. Il est présente au Guatemala et au Mexique.
L'espèce a été décrite pour la première fois en 1893 par le zoologiste anglais Michael Rogers Oldfield Thomas (1858-1929).